# Chiesa di San Macuto
La chiesa di San Macuto, unica in Italia dedicata al santo vescovo bretone, si trova sulla piazza omonima a Roma, nel rione Colonna, attigua al Collegio San Roberto Bellarmino della Compagnia di Gesù, già palazzo Gabrielli-Borromeo con cui per lungo tempo ne condivide la storia.

## Storia
La chiesa, dedicata a san Macuto (in francese San Malo, che dà il nome alla nota località Saint-Malo in Bretagna), viene citata la prima volta nel 1192. Trovò in varie epoche successive, diversi proprietari. 
Nella seconda metà del XIII secolo dipendeva da San Marcello al Corso, più tardi appartenne ai domenicani della vicina Santa Maria sopra Minerva (ciò confermò Niccolò III nel 1279). Nell'anno 1422 si menziona come chiesa parrocchiale. Nel 1516 Leone X unì la parrocchia al Capitolo di San Pietro che la cedette alla Confraternita dei Bergamaschi (1539).
Mutata la dedica in quella ai santi bergamaschi Bartolomeo e Alessandro, la chiesa ottenne una nuova facciata (intorno al 1560) su progetto dell'architetto ferrarese Giovanni Alberto de Galvani e venne poi parzialmente ricostruita (1577-1585) su disegno di Francesco Capriani da Volterra. Tra gli avvenimenti principali del '500 nominiamo ancora la seguente soppressione della parrocchia (1588).
Nell'arco degli anni 1725-1726, secondo una decisione di Benedetto XIII, i bergamaschi lasciarono la loro chiesa ai gesuiti del vicino palazzo e si spostarono a S. Maria della Pietà, il cui titolo cambiò poi in quello dei Santi Bartolomeo e Alessandro dei Bergamaschi (sulla piazza Colonna). Da quel tempo la chiesa concessa ai gesuiti riprese la dedicazione a san Macuto e segue le vicissitudini della storia insieme al palazzo adiacente (denominato più tardi Gabrielli-Borromeo), per maggior tempo connesso con la presenza della Compagnia di Gesù. Servì così come chiesa del Seminario Romano, del Collegio dei nobili ecclesiastici, del Collegio Germanico-Ungarico e della Università Gregoriana (1873-1930). Dal 1942 fa parte del Collegio Bellarmino, prima della Provincia Romana dei gesuiti, ora una casa internazionale del medesimo ordine religioso.

## Santo titolare
San Macuto o Maclovio (lat. Machutus o Maclovius, fr. San Malo, ingl. Machlow), proveniente dal Galles meridionale, fu membro di una comunità monastica fondata da san Cadoc a Llancarvan. Emigrò quindi in Bretagna (si dice con san Brendano il Navigatore il quale fosse il suo maestro spirituale), dove si stabilì ad Aleth fondandovi un monastero che divenne centro dell'evangelizzazione dei paesi vicini. Fu consacrato primo vescovo di Aleth, morì, tuttavia, a Saintes intorno al 640 (621?).
Come santo fu venerato in Bretagna già prima del secolo IX e quando, nel XII secolo, sorse vicino alla zona di Aleth una nuova città, prese il suo nome – Saint-Malo. Il culto di san Macuto si incontra anche in Inghilterra (Winchester) e a Roma, nel caso della chiesa qui descritta. Il santo si festeggia il 15 novembre.

## Architettura
L'edificio della chiesa di San Macuto, a navata unica, presenta una armoniosa facciata risalente al '500. Questa proviene dal progetto del G. A. de Galvani (la divisione in due ordini di eguali dimensioni con coppie di paraste ai lati) e porta eleganti ritocchi del Francesco Capriani da Volterra dovuti al suo disegno intorno al 1575 (l'inserimento della serliana con fregio nel secondo ordine). Più tardi il prospetto fu modificato nel modo che un alto attico a volute che lo aveva coronatofu sostituito con un modesto timpano aggettante decorato con cinque pinnacoli, finora esistente.
L'interno, costituito da un'aula rettangolare, ha una volta a botte unghiata realizzata nel 1819 dall'architetto Benedetto Piernicoli in sostituzione dell'originaria copertura lignea.

## Decorazione dell'interno

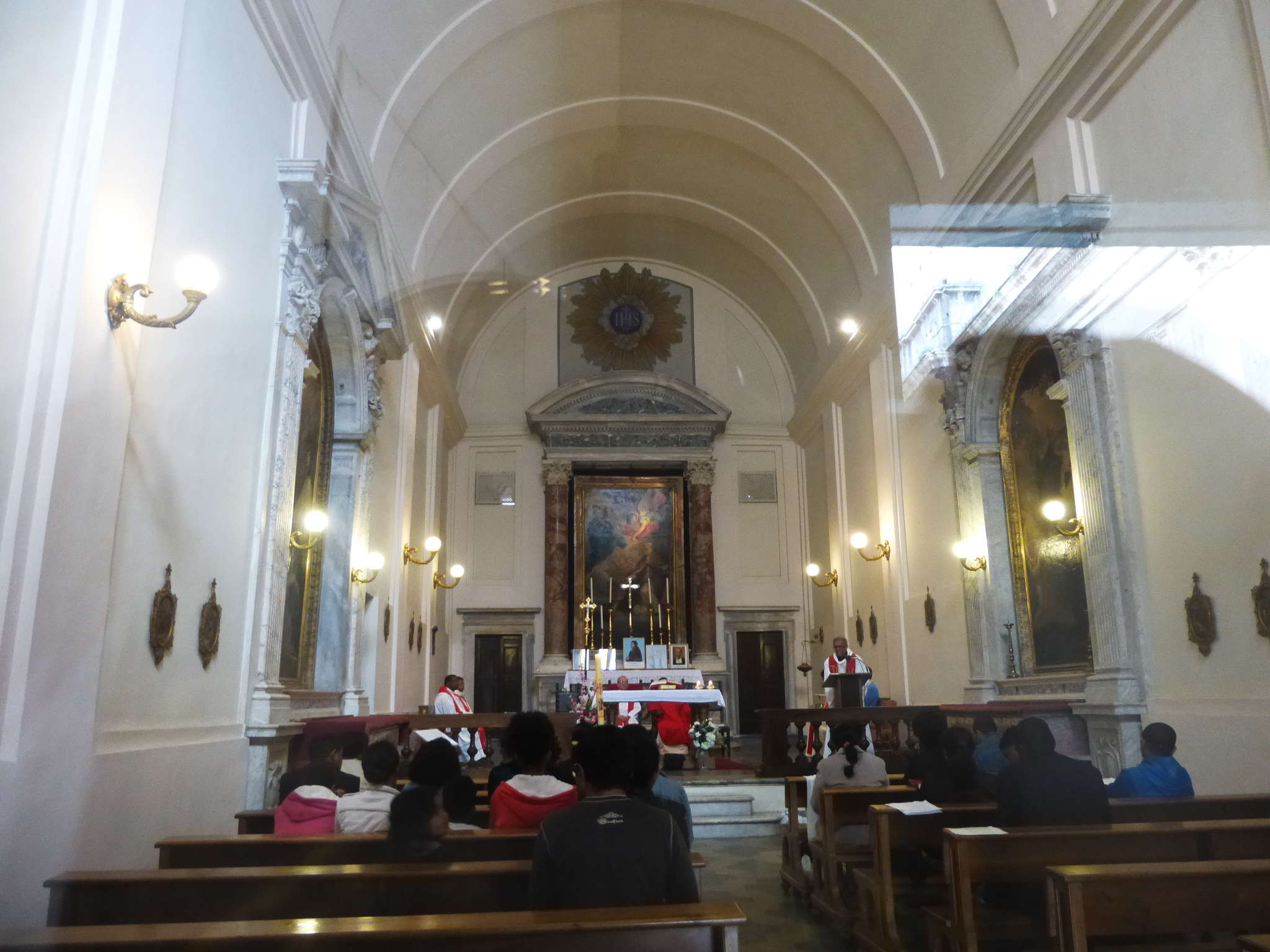
L'interno

I bergamaschi lasciando la chiesa ai gesuiti ne portarono tutti gli arredi nella loro nuova sede sulla piazza Colonna. Pertanto i nuovi proprietari dovettero ideare una nuova decorazione all'interno dell'edificio avvalendosi, comunque, delle strutture di tre altari cinquecenteschi ivi rimasti. Tra questi l'altare della parete sinistra fu realizzato intorno al 1575 dallo stesso Volterra (elegante edicola con due paraste laterali scanalate e timpano triangolare, di paonazzetto), l'altare di contro è uguale, ma completamente fatto di stucco, e l'altare maggiore è decorato con una coppia di colonne in marmo nero africano e coronato da un timpano a lunetta.
Fu il pittore Michelangelo Cerruti (1666-1748) a cui i Padri della Compagnia affidarono la realizzazione di tre dipinti per completare ornato degli altari spogliati delle pitture originarie: la Vergine che appare a San Macuto per l'altare maggiore (sostituì la pala di Durante Alberti con i Santi bergamaschi titolari e i santi Francesco e Barnaba sotto la Madonna con il Bambino), il Sacro Cuore adorato dai santi Giovanni Nepomuceno e Luigi Gonzaga per l'altare laterale sinistro (in sostituzione della Decollazione del Battista di Girolamo Muziano), la Gloria di San Giuseppe per l'altare laterale destro (al posto dei Santi Bartolomeo e Alessandro costretti ad adorare gli idoli di Giuseppe Peruzzini).
I dipinti barocchi del Cerruti risalgono al periodo intorno al 1730, considerata la raffigurazione del Nepomuceno, canonizzato a Roma nel 1729 e proclamato patrono della buona fama della Compagnia di Gesù negli anni 1731-1732. Il suo dipinto con santo gesuita Luigi Gonzaga, protettore degli insegnanti e degli studenti, risulta eccezionale dal punto di vista iconografico (l'adorazione del Sacro Cuore, dieci stelle intorno al capo di san Giovanni, invece delle cinque usuali, da notare anche la rappresentazione del prospetto del palazzo Gabrielli-Borromeo e della stessa chiesa di San Macuto in basso del quadro). Nella tela di san Macuto con la Vergine, invece, suscita interesse il particolare raffigurante la città di Saint-Malo.